# Casa-fàbrica Soley
La casa-fàbrica Soley és un edifici situat als carrers de les Carretes i de la Cera del Raval de Barcelona, catalogat com a bé amb elements d'interès (categoria C) arran de la MPEP del Patrimoni Arquitectònic Històrico-Artístic al districte de Ciutat Vella, per a incorporar el Patrimoni Industrial del Raval (Fàbriques i Cases Fàbrica).

## Història

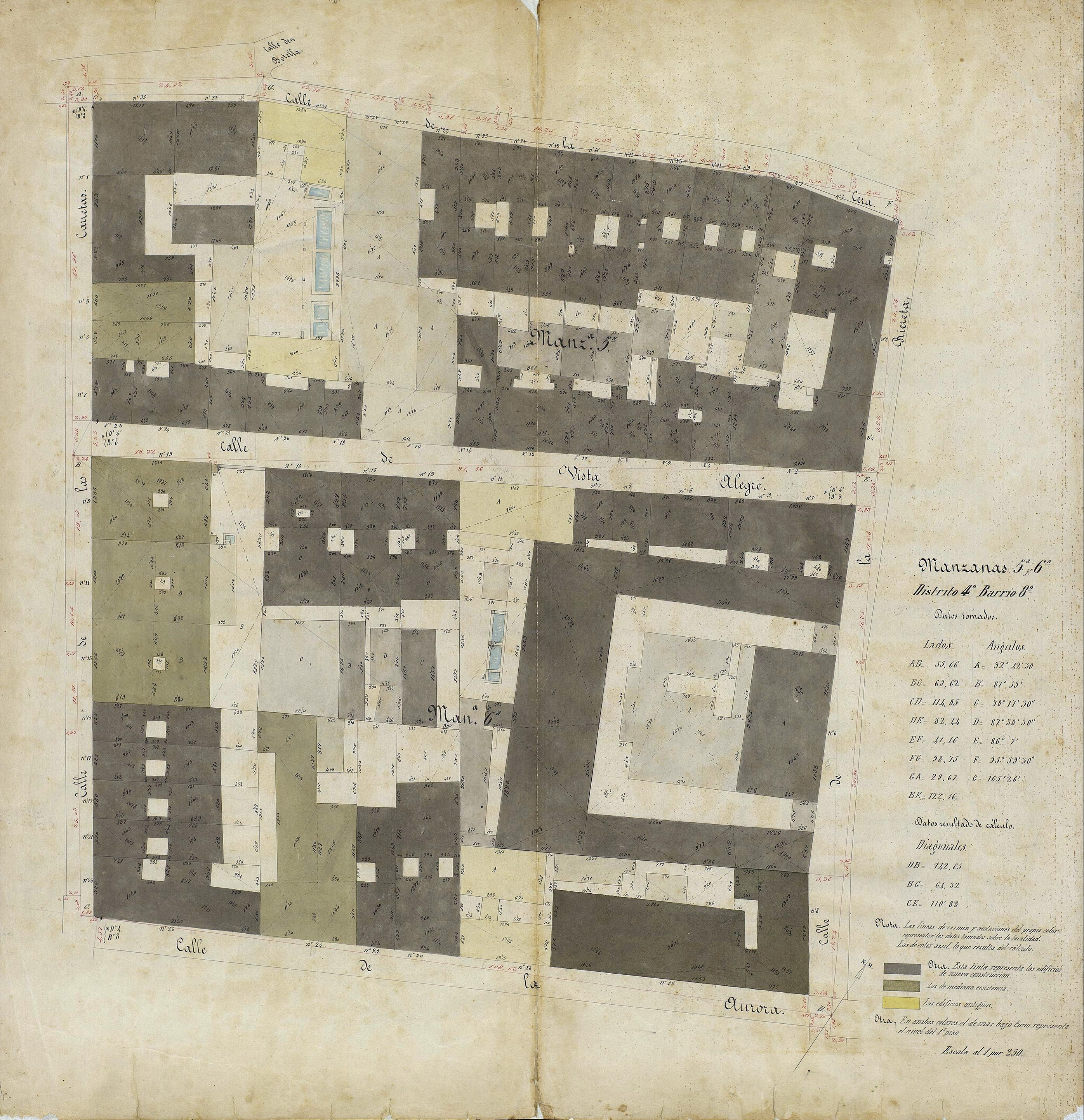
Quarteró núm. 110 de Garriga i Roca (c. 1860)

El 1828, l'hortolà reconvertit a fabricant de blanqueig i tint de teixits Domènec Soley i Sellers va adquirir per 1.000 lliures barcelonines tres cossos de casa o solars al candeler de cera Esteve Mart i Steva, on va fer construir una casa-fàbrica de planta baixa i dos pisos, segons el projecte del mestre de cases Jeroni Pedrerol i Carbonell. A les obres també van participar el fuster Joan Masferrer i el manyà Josep Duran.
El 1833, Soley va demanar permís per a remuntar-hi un tercer pis, segons el projecte del mestre de cases Josep Gelabert, i el 1843 un altre cop per a completar el tercer pis i remuntar-hi un quart, segons el projecte de l'arquitecte Miquel Geliner. Posteriorment, hi hagué la fàbrica de teixits de cotó del seu fill Joaquim Soley i Domènech.
El 1835, Domènec Soley i el fabricant de teixits Francesc Lloberas i Gelpí van adquirir en emfiteusi a Josepa de Gomis, vídua del comerciant Joan Pau Puget, i al seu fill Rafael Puget i de Gomis, un hort i unes casetes al carrer de Valldonzella (antigament Natzaret), a cens de 1.650 lliures anuals. En aquest indret, Soley va establir un prat de blanqueig i d'un establiment de tint de vermell d'Andrinòpoli. El seu germà Jaume també era blanquejador de teixits i tenia l'establiment al carrer del Peu de la Creu.